# Earl Cave
Earl Cave (nacido el 23 de junio de 2000) es un actor inglés. Es conocido por sus papeles cinematográficos en Days of the Bagnold Summer y True History of the Kelly Gang.

## Primeros años y educación
Cave nació en Londres, hijo del cantante australiano Nick Cave y de la actriz y diseñadora inglesa Susie Bick. Creció en Brighton, East Sussex junto con su hermano gemelo Arthur. También tiene un medio hermano, Luke. Asistió a la escuela superior de Bede, donde participó en teatro. Su hermano gemelo Arthur murió en un accidente junto a un acantilado el 14 de julio de 2015, a los 15 años. Su medio hermano Jethro Lazenby murió el 9 de mayo de 2022, a los 31 años.

## Filmografía

### Películas
| Año  | Título                         | Papel             | Ref.        |
| ---- | ------------------------------ | ----------------- | ----------- |
| 2018 | Old Boys                       | Chico apostador 1 | [ 6 ]       |
| 2019 | Days of the Bagnold Summer     | Daniel Bagnold    | [ 7 ] [ 8 ] |
| 2019 | True History of the Kelly Gang | Dan Kelly         | [ 9 ]       |
| 2022 | This Much I Know to Be True    |                   |             |
| 2022 | La Escuela del Bien y del Mal  | Hort              | [ 10 ]      |
| 2023 | El viaje de Harold             | David Fry         |             |
| 2023 | The Sweet East                 | Caleb             |             |

### Televisión
| Año  | Título                       | Papel          | Notas                    | Ref.   |
| ---- | ---------------------------- | -------------- | ------------------------ | ------ |
| 2017 | Born to Kill                 | Oscar          | Miniserie; 4 episodes    |        |
| 2017 | The End of the F***ing World | Frodo          | Episodio: "Episode 6"    | [ 11 ] |
| 2020 | Alex Rider                   | James          | Temporada 2; 4 episodios | [ 12 ] |
| 2021 | Domina                       | Tiberius joven | 6 episodios              |        |